# 청석고등학교
청석고등학교(淸錫高等學校)는 대한민국 충청북도 청주시 상당구 용암동에 있는 사립 고등학교이다.

## 학교 연혁
- 1974년 12월 27일 : 청석(淸錫)고등학교 본인가 (9학급)
- 1975년 2월 1일 : 초대 박완순 교장 취임
- 1975년 3월 5일 : 청석고등학교 개교식 (내덕동 261)
- 1978년 3월 11일 : 신축교사 기공식 (용암동 597)
- 1979년 2월 8일 : 신축교사 이전 입주식 (2층 준공)
- 1991년 4월 11일 : 학원 명칭 변경인가 (淸錫學園)
- 1999년 8월 20일 : 학교 급식소 준공
- 2000년 12월 28일 : 우정학사 준공
- 2001년 9월 29일 : 학칙 변경 인가 (30학급)
- 2002년 12월 10일 : 특별교실(10실) 준공
- 2003년 12월 1일 : 유도피아(유도부 합숙소) 준공
- 2010년 1월 10일 : 다목적교실 청석문화관 준공
- 2022년 9월 1일 : 제17대 윤영춘 교장 취임
- 2023년 2월 8일 : 제48회 졸업식 (261명, 총 졸업생 19,082명)

## 참고 자료
- 청석고등학교 - 한국교육학술정보원 학교알리미